# Allgemeine musikalische Zeitung
El Allgemeine musikalische Zeitung (abreviatura: AmZ, Periódico general de música) fue un periódico musical fundado en 1798 con sede en Leipzig. Se trata de uno de los primeros periódicos dedicados a la música, junto con el Neue Zeitschrift für Musik.

## Historia
Este periódico musical de tirada semanal fue publicado por primera vez en 1798 en Leipzig con su primera denominación fue Deutschen Musik Zeitung. La primera edición fue llevada a cabo por Johann Friedrich Rochlitz de la editorial Breitkopf & Härtel. En 1898 cambió a su nombre a Allgemeine musikalische Zeitung. Permaneció en activo durante dos periodos, el primero entre los años 1798 y 1848; y el segundo desde 1863 hasta diciembre de 1882.
Fue una de las publicaciones tópicas más renombradas en el campo de la música. Contenía críticas musicales y artículos que cubren un amplio rango de intereses como historia, músicos, compositores, instrumentos, etc. Además incluía partituras de compositores famosos publicadas por primera vez.

### Editores
Los editores del Allgemeine musikalische Zeitung durante su primer período de 50 años fueron:
- Johann Friedrich Rochlitz: durante los primeros veinte años hasta 1818, aunque siguió contribuyendo con artículos durante otros diecisiete.
- Gottfried Christoph Härtel: era propietario de la editorial de la revista, asumiendo anónimamente la dirección de la misma durante diez años.
- Gottfried Wilhelm Fink: dirigió la revista durante catorce años.
- Carl Ferdinand Becker: organista de Leipzig, en 1842.
- Moritz Hauptmann: cantor de la iglesia de Santo Tomás de Leipzig, en 1843.
- Hubo un paréntesis de tres años sin editor.
- Johann Christian Lobe: durante los últimos dos años y medio del primer periodo.

Desde 1865 hasta el final en 1882 también fue editado en la ciudad suiza de Winterthur por Rieter-Biedermann.

### Corresponsales
- Barmen: E. Kamphausen
- Basilea: Selmar Bagge
- Berlín: Philipp Spitta, F. W. Jähns
- Chojnice: H. Deiters
- Fráncfort del Meno: W. Oppel
- Gotinga: E. Krueger, Ed. Hille
- Hamburgo: Emil Krause
- Kempten: A. Thuerlings
- Colonia: R. E. Reusch, S. de Lange
- Copenhague: Anton Rée
- Leipzig: G. Wustmann, A. Tottmann, F. v. Holstein
- Magdeburgo: A. G. Ritter
- Múnich: G. von Tucher, Friedrich Stetter, L. Stetter, Prof. Schafhäutl
- Potsdam: P. Waldersee
- Stuttgart: B. Gugler
- Trieste: Eduard Bix
- Viena: A. Tuma, G. Nottebohm